# Paraguarí (stad)
Paraguarí is een gemeente (in Paraguay un distrito genoemd), ongeveer 60 kilometer ten oosten van Asunción en is de hoofdplaats van het gelijknamige departement. In het centrum van de gemeente ligt de Sint-Thomaskerk. In nabijgelegen grotten worden voetsporen getoond die volgens een legende zouden toebehoren aan een apostel die het christendom naar Paraguay bracht. De plaats is het middelpunt van uitgestrekte bossen, waarin veel Paraguayanen hun vakantie vieren.

## Geboren
- Francisco Arce (1971), voetballer en voetbalcoach